# Gerváz
A Gerváz valószínűleg a görög eredetű Gervasius névből ered, aminek a jelentése idős férfi, aggastyán, illetve akire hosszú élet vár. Más vélemény szerint azonban germán és kelta elemekből áll, és ezek jelentése dárda + szolga, katona, alattvaló.

## Rokon nevek
- Gyárfás:[1] a Gerváz régi magyar formája.[3]
- Járfás:[1] a Gyárfás régi magyar alakváltozata.[4]

## Gyakorisága
Az 1990-es években a Gerváz, Gyárfás és Járfás szórványos név, a 2000-es években nem szerepelnek a 100 leggyakoribb férfinév között.

## Névnapok
- Gerváz: június 19.[2]
- Gyárfás, Járfás: június 19.,[3][4] július 6.[3][4]

## Híres Gervázok, Gyárfások és Járfások
- Csáki Gyárfás író
- Kurkó Gyárfás regényíró, publicista, politikus
- Máté Gyárfás dalszövegíró